# Ганна Артертон
Ганна Джейн Артертон (англ. Hannah Jane Arterton, нар. 26 січня 1989) — англійська акторка. Відома за участь у проектах Атлантида (2013), З першого погляду (2013), Прогулянка в сонячному світлі (2014) і Хованки (2014).

## Біографія
Відвідувала Королівську академію драматичного мистецтва (RADA), Міскінський театр (NWK College) і Грейвсендську гімназію для дівчаток. Вона була солісткою в групі під назвою The Hitmen and Her з 2009 р. Ханна — молодша сестра акторки Джемми Артертон.

## Фільмографія
Фільми
| Рік  | Назва                          | Оригінальна назва   | Роль              | Примітки      |
| ---- | ------------------------------ | ------------------- | ----------------- | ------------- |
| 2013 | З першого погляду              | At First Sight      | Аві               | корометражний |
| 2014 | Прогулянка по сонячному світлу | Walking on Sunshine | Тейлор            |               |
| 2014 | Хованки                        | Hide and Seek       | Шарлотта          |               |
| 2015 | В іншому випадку займається    | Otherwise Engaged   | Меган             | корометражний |
| 2015 | Палає, палає, палає            | Burn Burn Burn      | Софі              |               |
| 2016 | Загальний збиток               | Total Loss          | Ребекка           | корометражний |
| 2018 | Монастир                       | The Convent         | Персефона         |               |
| 2018 | Периферійний                   | Peripheral          | Боббі Джонсон     |               |
| 2019 | Хейлі Чужа                     | Hayley Alien        | менеджер магазину | корометражний |
| 2019 | Старі Початки                  | Old Beginnings      | Софія             | корометражний |

Серіали
| Рік  | Назва                | Оригінальна назва | Роль            | Примітки    |
| ---- | -------------------- | ----------------- | --------------- | ----------- |
| 2011 | Убивства в Мідсомері | Midsomer Murders  | Кеті            | 1 епізод    |
| 2013 | Атлантида            | Atlantis          | Корінна         | 5 епізодів  |
| 2015 | Доктор Мартін        | Doc Martin        | Пані Греппі     | 1 епізод    |
| 2016 | П’ятірка             | The Five          | Еллі Кейн       | 10 епізодів |
| 2017 | Версальський         | Versailles        | Сестра Герміона | 1 епізод    |
| 2018 | Безпека              | Safe              | Емма Кастл      | 8 епізодів  |